# Müller (Fußballspieler, Brasilien)
Müller, bürgerlich Luís Antônio Corrêa da Costa (* 31. Januar 1966 in Campo Grande), ist ein ehemaliger brasilianischer Fußballspieler. Seinen Künstlernamen „Müller“ wählte er in Anlehnung an den deutschen Fußballspieler Gerd Müller.

## Karriere

### Verein
Müller spielte in Brasilien für den FC São Paulo, mit dem er 1985 und 1987 die regionale Staatsmeisterschaft gewinnen konnte. Wesentlich bedeutender war jedoch der Gewinn der brasilianischen Meisterschaft 1986. 1988 entschied sich Müller, ins Ausland zu wechseln, und unterzeichnete beim italienischen Serie-A-Klub Torino Calcio. Dort wurde er auf Anhieb Stammspieler, konnte den Abstieg in die Serie B aber nicht verhindern. Trotzdem blieb der Angreifer dem Klub treu und schoss ihn mit seinen Toren in der Saison 1989/90 wieder in die höchste Fußball-Liga des Landes zurück.
Nach dem Aufstieg verließ er Turin und schloss sich seinem ehemaligen Klub FC São Paulo an, wo er 1991 wieder die nationale Meisterschaft gewinnen konnte. 1992 und 1993 rückte er zudem zwei Mal in Folge mit seinem Team bis ins Finale der Copa Libertadores vor. Dort konnte Müller 1992, an der Seite von Spielern wie Raí und Cafu, erst die CA Newell’s Old Boys aus Argentinien und im Jahr darauf die CD Universidad Católica aus Chile bezwingen, wobei ihm 1993 ein Treffer beim 5:1-Hinspielerfolg gelang. Durch diese Erfolge war der FC São Paulo jeweils berechtigt, am Turnier um den Weltpokal teilzunehmen. Unter der Führung von Trainer Telê Santana konnte die Tricolor in beiden Jahren gewinnen. Nach den erfolgreichen Jahren in seinem Heimatland zog es Müller 1994 wieder in die Ferne und er trug für ein Jahr das Trikot des japanischen Vereins Kashiwa Reysol. Von 1995 bis zu seinem Karriereende 2004 spielte Müller für verschiedene Klubs in Brasilien und war mit diesen mehr oder weniger erfolgreich. Im Januar 1997 wechselte er für ein kurzes Intermezzo nochmals nach Italien zum AC Perugia, kehrte aber alsbald im Sommer des gleichen Jahres zurück.

### Nationalmannschaft
Müller war brasilianischer Nationalspieler und spielte insgesamt 56 Mal für die Seleção, wobei er zwölf Tore erzielte. Er nahm an den Weltmeisterschaften 1986 (fünf Einsätze), 1990 (vier Einsätze) und 1994 (ein Einsatz) teil und schoss dabei zwei Tore. Beim Turnier von 1994 wurde er mit Brasilien Weltmeister, kam aber im Finale nicht zum Einsatz.
Sein erstes Länderspiel absolvierte Müller gegen Deutschland: Am 12. März 1986 unterlag er mit Brasilien 0:2 in Frankfurt am Main.

## Erfolge
Nationalmannschaft
- Rous Cup: 1987
- Weltmeister: 1994

São Paulo
- Staatsmeisterschaft von São Paulo: 1985, 1987, 1991, 1992, 1996
- Brasilianischer Meister: 1986, 1991
- Copa Libertadores: 1992, 1993
- Weltpokal: 1992, 1993
- Supercopa Sudamericana: 1993

Turin
- Aufstieg in die Serie A: 1990

Cruzeiro
- Staatsmeisterschaft von Minas Gerais: 1998
- Copa Centro-Oeste: 1999
- Recopa Sudamericana: 1999
- Copa do Brasil: 2000

Auszeichnungen
- Brasilianischer Torschützenkönig: 1987
- „Man of the Match“ beim Finalspiel um den Weltpokal: 1992

## Trivia
Nach seiner aktiven Laufbahn wurde Müller Pastor.
Sein älterer Bruder Cocada war ebenfalls Fußballer. In Brasilien spielte er u. a. für Flamengo Rio de Janeiro und CR Vasco da Gama.